# Кастана
Кастана (італ. Castana) — муніципалітет в Італії, у регіоні Ломбардія, провінція Павія.
Кастана розташована на відстані близько 440 км на північний захід від Рима, 50 км на південь від Мілана, 19 км на південний схід від Павії.
Населення — 720 осіб (2014).
Покровитель — Андрій Первозваний.

## Демографія
Населення за роками:

Станом на 1 січня 2023 року в муніципалітеті офіційно проживало 60 іноземців з 17 країн, серед них 34 громадяни країн Євросоюзу та 2 громадяни України.

## Сусідні муніципалітети
- Каннето-Павезе
- Чигоньйола
- Монтескано
- Монту-Беккарія
- П'єтра-де'-Джорджі
- Санта-Марія-делла-Верса